# Pasquale Cicogna

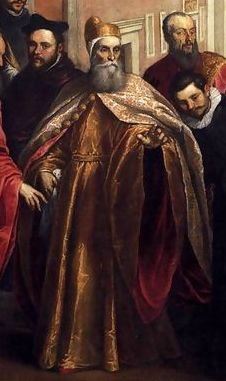
Palma il Giovane: Pasquale Cicogna beim Besuch des Hospitals und der Scuola dei Crociferi, Detail, Öl auf Leinwand, 369 mal 262 cm, Oratorio dei Crociferi, Venedig

Pasquale Cicogna (* 27. Mai 1509 in Venedig; † 2. April 1595 ebenda) war, folgt man der Zählweise der staatlich gesteuerten Geschichtsschreibung der Republik Venedig, ihr 88. Doge. Er füllte das Amt von seiner Wahl am 18. August 1585 bis zu seinem Tod aus.
Cicogna übernahm ab 1534 zahlreiche Ämter innerhalb des venezianischen Kolonialreichs, wie etwa im Friaul, auf der Terraferma, besonders aber auf Kreta. Aber auch innerhalb Venedigs bekleidete er eine Reihe von Ämtern, stieg schließlich in den Kleinen Rat auf, eines der bedeutendsten Gremien der Republik. Als Kompromisskandidat der beiden Fraktionen innerhalb des Patriziats konnte er sich bei der Dogenwahl durchsetzen.
Er unterstützte den Anspruch Heinrichs IV. auf den französischen Thron. Papst Sixtus V. konnte Cicogna ebenfalls zur Unterstützung Heinrichs durch seine Konversion zum Katholizismus gewinnen. Eine Reihe von zentralen Bauwerken, wie der Dogenpalast und die Rialtobrücke wurde während seiner Amtszeit wiederhergestellt. Der Bau der Kirche Il Redentore, begonnen 1577 und erbaut für die Erlösung von der Pest, konnte 1592 fertiggestellt werden.

## Familie

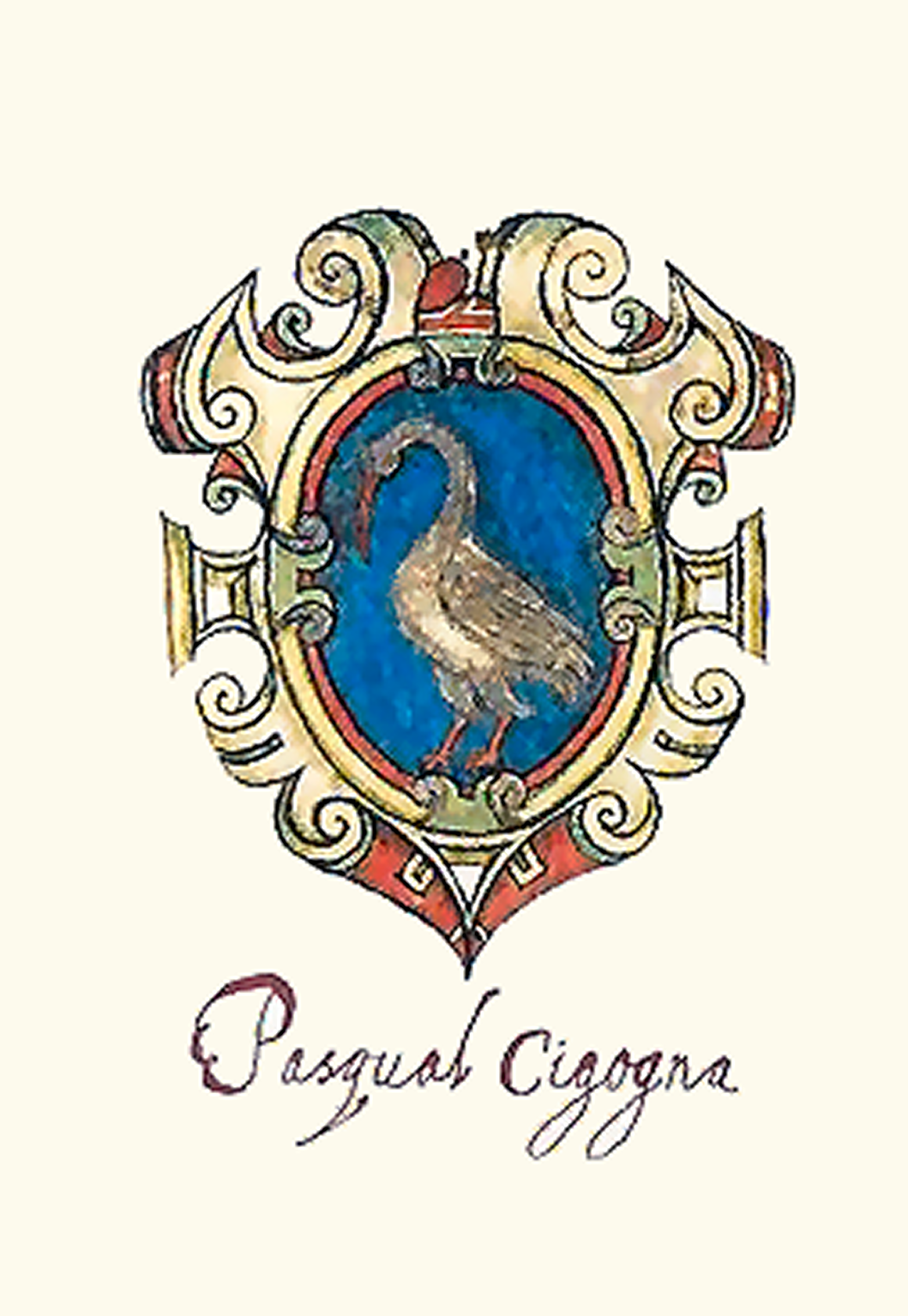
Wappen des „Pasqual Cigogna“, 17. Jahrhundert. Der Familienname bedeutet „Storch“.

Seine Familie war erst im Jahr 1381, als Venedig im Krieg gegen Genua stand, in den Großen Rat Venedigs aufgestiegen, in dem sich der stadtvenezianische Adel vor allem zu Wahlen versammelte. Im 15. Jahrhundert trat in erster Linie der Onkel des Dogen hervor, Francesco di Marco. Dieser hatte eine Reihe von Ämtern in den östlichen Kolonien inne. Insbesondere um Candia, der Hauptstadt Kretas, besaß die Familie umfangreiche Ländereien. Der Zweig, zu dem der spätere Doge gehörte, nannte sich da Retimo e da Santa Ternita. 
Marina Manolesso, die Gabriele Cicogna 1504 heiratete, gehörte hingegen einer Familie an, die seit langem höchstes Ansehen genoss. Ihr Sohn Pasquale hatte vier Brüder und zwei Schwestern. Von den Brüdern starb Francesco bereits als Kind, während Marco eine steile Karriere zur See absolvierte. Zudem kämpfte er in der Seeschlacht von Lepanto 1571 gegen die osmanische Flotte. Antonio stieg zum Prokuratoren von San Marco auf. Giovanni wurde, wie aus dem Segretario alle Voci hervorgeht, 1572 zum Befehlshaber einer Galeere gewählt.
Sein gleichnamiger, unehelicher Sohn Pasquale wurde Mönch und später Bischof von Arbe (heute Rab).

## Leben

### Ämterlaufbahn (ab 1534)
Pasquale Cicogna verbrachte den überwiegenden Teil seines im Namen der Republik tätigen Lebens außerhalb von Venedig. Bereits das erste Amt, das er übernahm, gehörte nicht zur üblichen Laufbahn eines venezianischen Patriziers, denn er wurde zum Tesoriere, zum Schatzmeister, des Friaul erhoben, ein Amt, das er von April 1534 bis Juli 1536 führte.

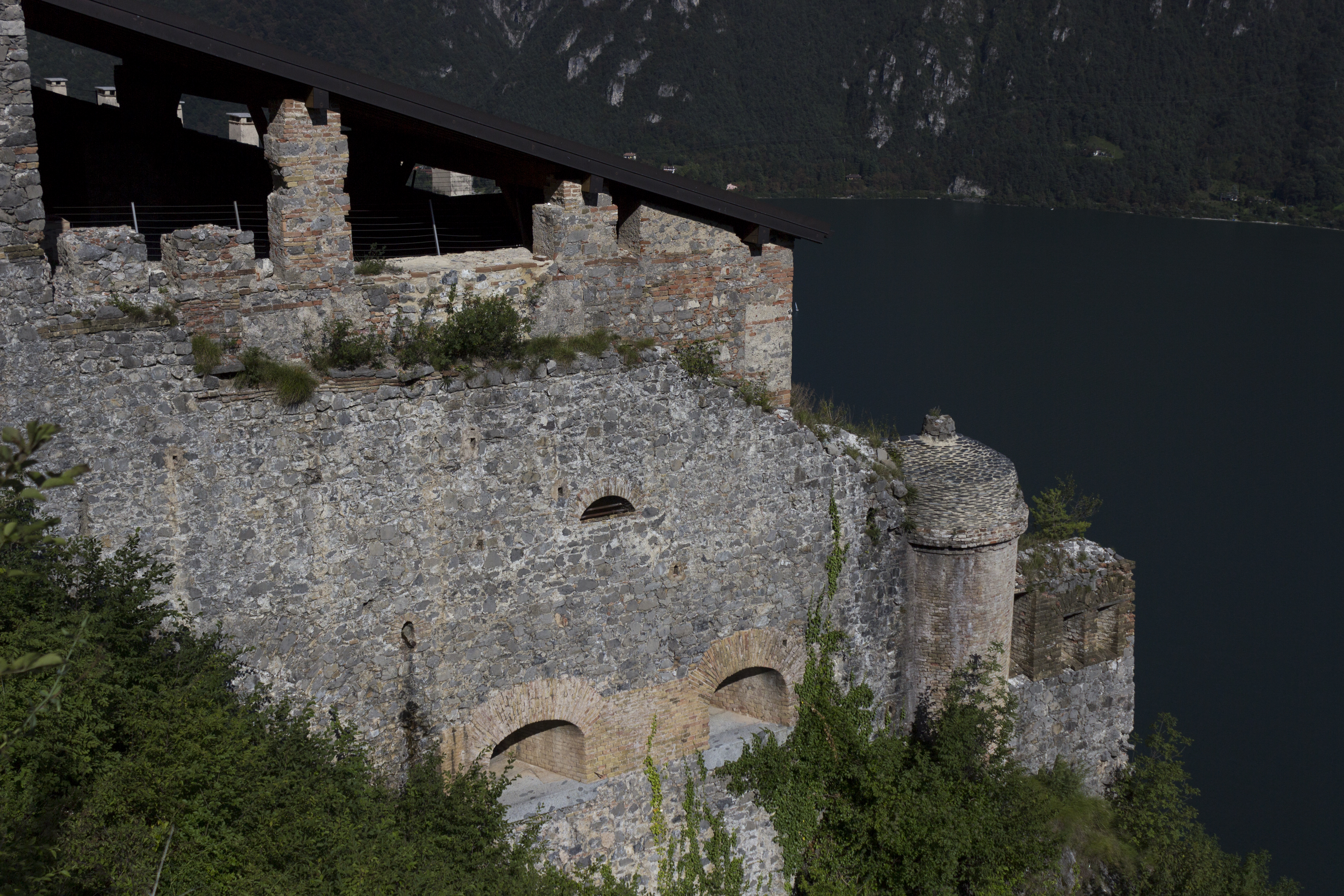
Von 1544 bis 1546 war Cicogna Kastellan von Rocca d'Anfo bei Brescia in der Lombardei

Zwischen Juni 1539 und Juni 1541 war er Kastellan von Korfu, dann von März 1542 bis März 1544 führte er das gleiche Amt auf Lesina, der kroatischen Insel Hvar, dann wurde er von Oktober 1544 bis Oktober 1546 zum Provveditore der Festung Rocca d'Anfo im Westen der Terraferma.

#### Ehe (1548), Aufgaben innerhalb Venedigs (1548–1558)
1548 heiratete er Laura di Marcantonio Morosini aus dem Familienzweig von San Polo e di Cristina Tiepolo. Die nächsten Jahre verbrachte er in Venedig. Von September 1549 bis September 1550 war er Provveditore sopra i Banchi, von März 1550 bis Juli 1551 fungierte er als Richter an der Curia di petizion. Von Oktober 1553 bis Februar 1555 war er Sopraconsole dei Mercanti, dann von Juni 1556 bis Juni 1557 war er einer der zehn Savi sopra le Decime di Rialto, er war also als Experte mit den Abgaben auf Rialto betraut. 
Von Januar 1558 bis September 1560 war er Rettore von Retimo im Westen von Kreta, von wo er berichtete, er habe Plünderer abgewehrt.

#### Aufstieg der Cicogna-Familie in den innersten Kreis (ab 1560)
Im Oktober 1563 wurde Pasquale Cicogna durch den Senat zum Provveditore sopra i Beni inculti nominiert, eine Position, die er erneut von Oktober 1565 bis Oktober 1567 ausfüllte. Wohl in dieser Zeit saß sein Onkel seit Jahren im Kleinen Rat, in den er zuerst 1560 gewählt worden war. Auch die Söhne Pasquale Cicognas gelangten über den Senat an wichtige Positionen.
Cicogna ging von Juni 1564 bis Oktober 1565 als Podestà nach Treviso. Im März 1566 saß er im Collegio dei XII nobili sopra le acque del Chiampo, befasste sich also mit Fragen der Flussregulierung am Chiampo westlich von Vicenza. Im Februar 1567 wurde er zum Provveditore sopra gli atti dei sopragastaldi, gewählt, im Juli 1567 zum Zensor. Im selben Jahr war er bereits einer der 41 Elektoren bei der Wahl Pietro Loredans zum Dogen.

#### Ämter auf Kreta (1567–1574)

Abraham Ortelius (1527–1598): Karten von Zypern und Kreta, 1573

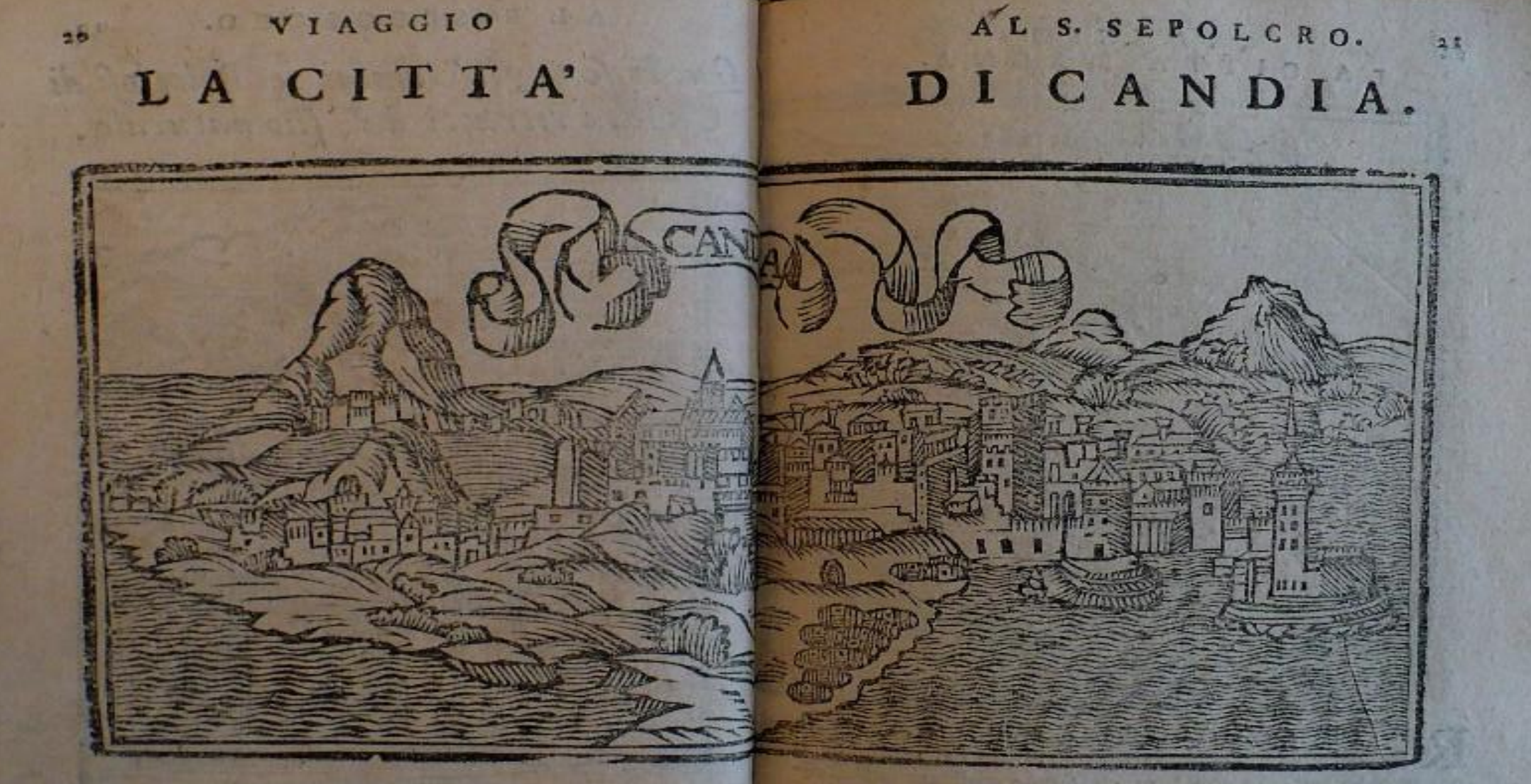
Candia im 16. Jahrhundert, aus: Noe (OFM, Bianchi): Viaggio da Venezia al S. Sepolcro, ed al monte Sinai, Venedig 1606 (Digitalisat), erneut bei Remondini, Bassano 1770, S. 16 f. (Digitalisat)

Ebenfalls 1567 wurde Cicogna, wie üblich, auf zwei Jahre zum Duca di Candia gewählt, also in die höchste Position, die auf Kreta, der bedeutendsten Kolonie Venedigs, zu vergeben war. Zugleich war dieser Posten einer der brisantesten, denn der Konflikt mit den Osmanen spitzte sich immer weiter zu. Dies spiegelt sich in seiner Korrespondenz mit den Gremien in Venedig ebenso wider, wie in den Schreiben an den Bailò von Konstantinopel. Dazu gehörte das Beobachten von Flottenbewegungen, aber auch die Spionage, die Weizenproduktion (insbesondere da Zypern mitversorgt werden musste). Aus Mangel an finanziellen Mitteln ließen sich Aufträge aus Venedig gar nicht ausführen, zugleich hatte er es mit einem verbreiteten Banditenwesen zu tun, an dem sich einige Männer höchsten Ranges beteiligten. Zu deren Bekämpfung wurden Berufssoldaten angeworben, deren Bezahlung wiederum größte Schwierigkeiten verursachte.
Cicogna blieb auf Kreta, zunächst als Vice capitano et consigliere, dann als Prefetto von Cidone. 1573 wurde er zum Provveditore alla Canea berufen, wirkte also in Chania. Allerdings war er bereits am 30. November 1572 in den Kleinen Rat gewählt worden, ebenso wie sein Bruder Marco, der im selben Jahr in das zentrale Gremium gewählt worden war. Da Pasquale Cicogna abwesend war, wurde der Sitz im Kleinen Rat für ihn reserviert.
Während seiner Zeit in Candia ereignete sich ein osmanischer Überfall auf Suda, dann ein Piratenangriff auf Retimo, dann aber auch ein Aufruhr von Bauern, die einige Adlige töteten und Gesandte an die Osmanen schickten, denen 1571 die Eroberung Zyperns gelungen war. Während des Kampfes um Zypern versuchte Cicogna möglichst viele Lebensmittel aufzutreiben, aber auch Soldaten anzuwerben. Als die spanisch-päpstlich-venezianische Flotte bei Lepanto über die osmanische gesiegt hatte, teilte er seinen Untergebenen persönlich den Sieg mit. In Canea konnte er eine Hungersnot abwenden, ebenso konnte er die Gewalt der Soldaten und von Banditen eindämmen. Dafür errichteten ihm die Bewohner eine Reiterstatue. In Candia starb seine junge Frau Laura. Schon zu dieser Zeit galt Cicogna als ausgesprochen fromm, was ihn später veranlasste, sich an Rom zu orientieren. Schon auf Korfu soll sich eine Taube auf seine Schulter gesetzt haben, was im Nachhinein als Ankündigung seiner Wahl zum Dogen interpretiert wurde. In seinen Testamenten, er verfasste etwa zehn davon, erscheint eine Frau namens Alba, die nach dem Tod seiner Frau bei ihm lebte.

#### Rückkehr nach Venedig, Kleiner Rat (1574–1575, 1578, 1580–1585), Podestà von Padua (1576–1577)
Drei weitere Male wurde Cicogna in den Kleinen Rat gewählt, nämlich 1574 und 1575, dann erneut im Februar 1578. Von Januar 1576 bis April 1577 war er Podestà von Padua – neben ihm war Alvise Zorzi Capitano. Dieser jedoch erkrankte und die zuständigen Provveditori alla Sanità flohen, so dass er mit der heftigen Pestwelle dieser Jahre allein stand, wie er an den Senat berichtete. Cicogna zählte inzwischen zum überaus kleinen Kreis derjenigen, die immer wieder in die zentralen Gremien gewählt wurden, was in den 1580er Jahren zu schweren inneren Konflikten führte.
1577 und 1578 war er jeweils unter den 41 Elektoren bei den Dogenwahlen von Sebastiano Venier und von Nicolò da Ponte. Zwischen 1580 und 1585 wurde Cicogna fünf Mal zum Savio del Consiglio gewählt, wobei er jedes Mal die vorgesehene Amtspause von sechs Monaten genau einhielt. Nun zeigte sich der kleine Kreis von Männern, die immer wieder gewählt wurden, besonders krass. Diese Männer waren vor allem Marcantonio Barbaro, Francesco Duodo und Paolo Tiepolo, einige andere tauchten jeweils nur einmal auf.
Während also Cicogna Jahr für Jahr in den Kleinen Rat gewählt wurde, blieb seine Stellung auch während der Entmachtung des Rates der Zehn im Jahr 1582 unumstritten. In diesem Jahr wurde er zum Provveditore sopra le Fortezze gewählt, war also für das Festungswesen zuständig, dann 1583 zum Prokurator von San Marco (eine Stellung, die ihm angesichts seines hohen Ansehens geradezu zustand). 1584 wurde er zum Provveditore all'Arsenale gewählt, war also für das Arsenal zuständig, die venezianische Flottenbasis und Großwerft.

#### Wahl zum Dogen

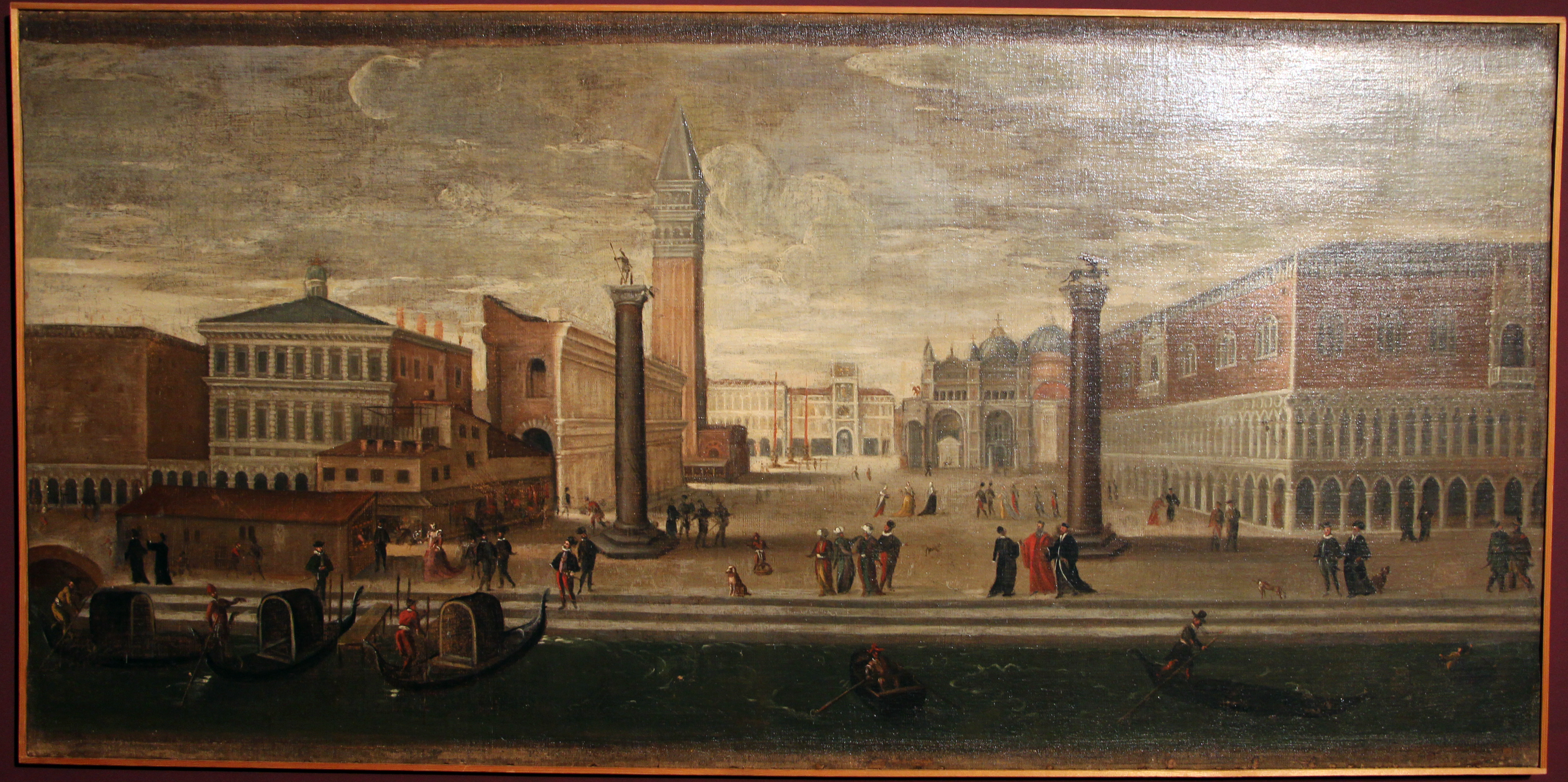
Ansicht des Markusplatzes vom Molo her, Gemälde eines unbekannten Künstlers, 16. Jahrhundert, Sala degli Stucchi, Dogenpalast

Die Dogenwahl des Jahres 1585 fand vor dem Hintergrund sich zuspitzender Spannungen innerhalb des Adels statt. So kam es zu bewaffneten Tumulten im Dogenpalast. Um Vincenzo Morosini wurde eine Art Aufgebot der Vecchi, der „Alten“ aufgestellt, gegen das sich vor allem der Prokurator Giacomo Emo neben vielen anderen zur Wehr setzte. Als deutlich wurde, dass Morosini als Doge nicht durchzusetzen war, schwenkten seine Unterstützer, die sich gegen den Dogen Da Ponte gestellt hatten, auf Cicogna über. Vincenzo Morosini erklärte seinen Amtsverzicht.
Die Wahl Cicognas zum Dogen, die am 18. August 1585 stattfand, war also das Ergebnis eines Kompromisses. Cicogna soll von der Wahl im Gebet erfahren haben, als er sich in der Chiesa dei Crociferi aufhielt.

### Das Dogenamt

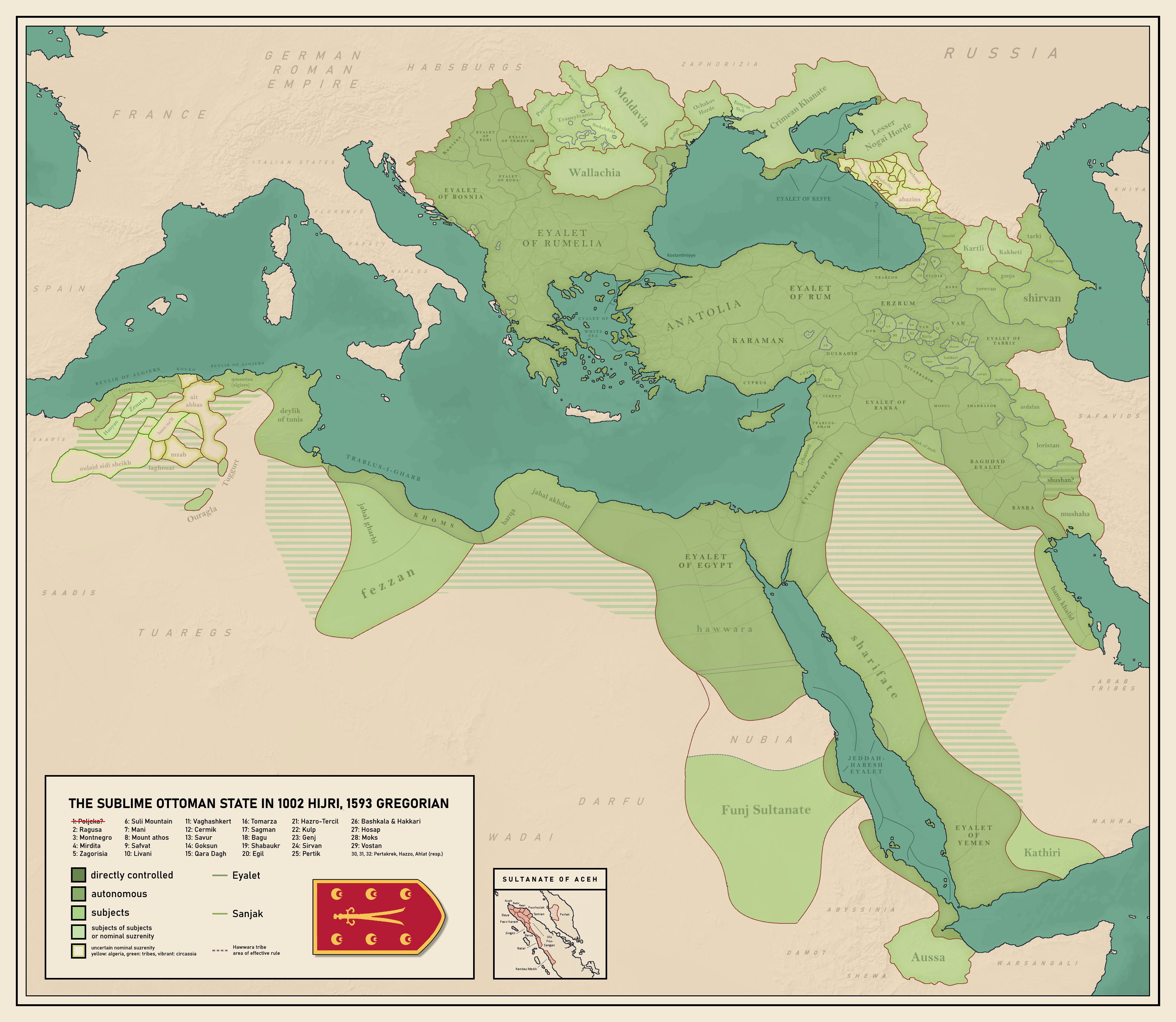
Das Osmanenreich im Jahr 1593. Venedig spielte im Langen Türkenkrieg der Jahre 1592/93 bis 1606 keine Rolle mehr.

Negativ fiel Pasquale Cicogna auf, da er während der Prozession anlässlich seiner Krönung nur Silbermünzen unter das Volk streuen ließ, statt der gewohnten Gold-Dukaten, was man als Bruch der Tradition empfand. Diese Münzen wurden Cicognini genannt. 
Auch wenn mit der Wahl zum Dogen das individuelle Denken und Handeln gleichsam entpersönlicht und in der Geschichte der Republik aufgeht, so beeinflusste seine Haltung doch den Charakter der Epoche wesentlich. Diese war von relativem Frieden ebenso gekennzeichnet, wie vom Bau religiöser und weltlicher Monumente und der Sammlung von Rechtswerken. Die Wiederherstellung des Dogenpalasts, wo sich Cicogna in religiös-politischen Gemälden in der Sala dei Pregadi, im Senatssaal, wiederfindet, zeigen seinen Einfluss, dann der Neubau der Rialtobrücke, der Erlöser-Kirche Il Redentore.
Während Sixtus V. Papst war, waren die Beziehungen zu Rom entspannt, worin sich der persönliche Einfluss des Dogen widerspiegelt. Doch unter Clemens VIII. kam es wieder zu Rechtsstreitigkeiten, aber auch auf der politischen Ebene kam es zu Konflikten, etwa um den Einfluss Spaniens an der Kurie. Prekär blieb die Situation auf den Meeren, etwa durch türkische Aktivitäten, oder die der Uskoken in der Adria, deren Hauptsitz Senj war.

### Testamente und Tod
In seinem letzten von etwa zehn Testamenten verfügte Cicogna seine Beisetzung in der Crociferi-Kirche, der heutigen Jesuitenkirche. Er starb am 2. April 1595.

## Grabmal

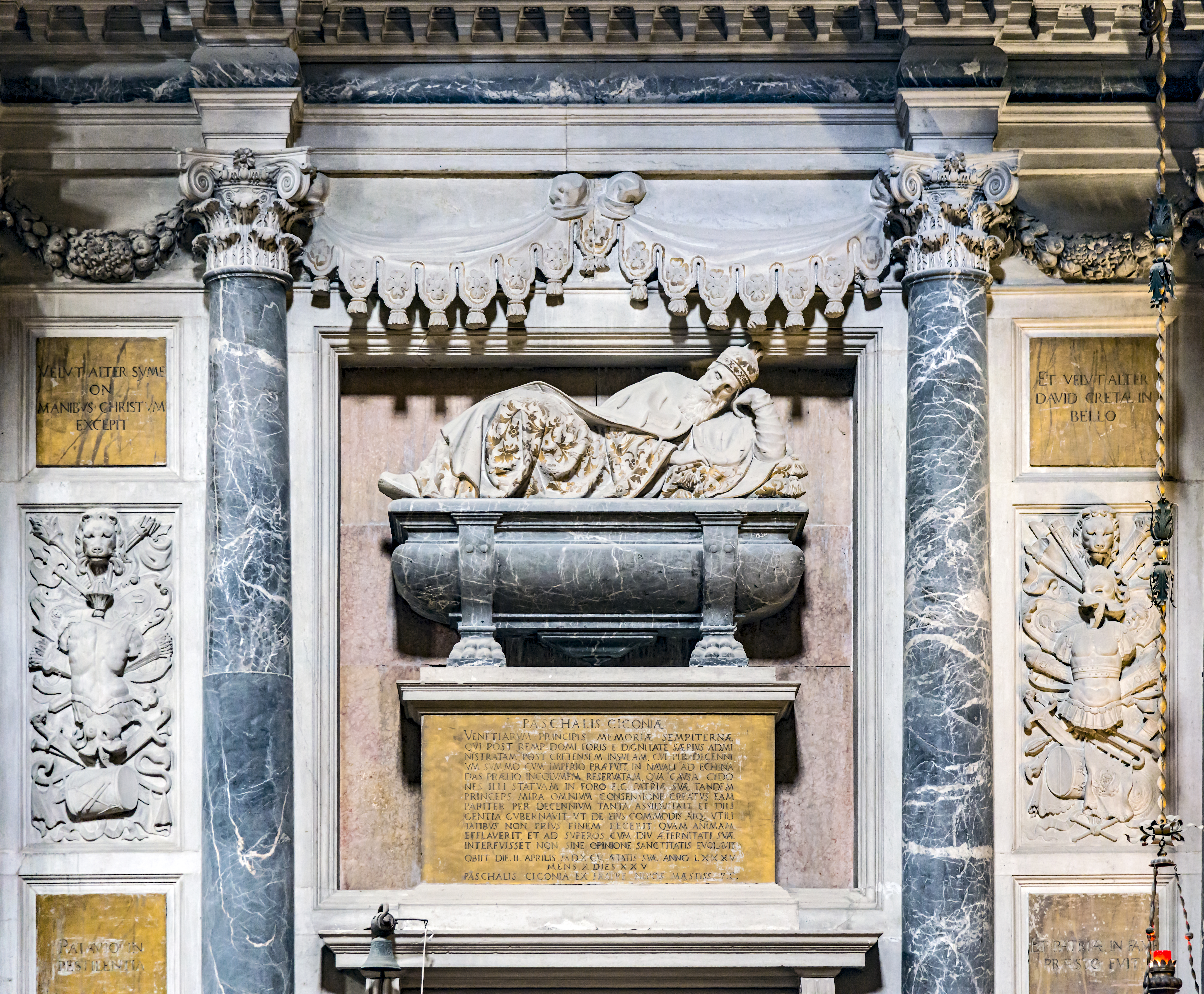
Girolamo Campagna (1549–1625): Cicognas Grabmal in der Jesuitenkirche Santa Maria Assunat in Cannaregio, auch Gesuiti genannt

Cicognas Grabmal entstand in den ersten Jahren des neuen Jahrhunderts. Dabei war die „aktive“ Liegefigur, ebenso wie in den Jahrhunderten zuvor die „passive“, zu einer konventionellen Erscheinung geworden. Im Gegensatz zum Grabmal des Marino Grimani, das etwa in der gleichen Zeit entstand, zeugen Faltenführung und Feinheit der Gesichtszüge von einer qualitativ höheren Ausführung des Meisterwerks. Vier Säulen auf gewaltigen Postamenten tragen ein gekröpftes Gebälk mit Giebel.